# Bernat de Cruïlles
|  | No s'ha de confondre amb Bernat de Cruïlles i de Peratallada. |

Bernat de Cruïlles (1285 - 1365) va ser un noble català. Va ser el primogènit de Bernat de Cruïlles i de Bestracà.

## Biografia
Va passar part de la seua joventut a Sicília, amb son pare i el seu germà Gilabert de Cruïlles, on va ostentar diversos càrrecs.
Retorna a Catalunya el 1354 amb la seua família i l'any següent embarca cap a Sardenya amb Olf de Pròixida. A l'illa és governador de Logudor. En 1357-58 és governador de Sàsser. Al Regne de València, durant la Guerra dels Dos Peres, el 1358, defensà Guardamar contra la flota castellano-genovesa comandada per Pere el Cruel i Egidi Boccanegra, que no aconseguí prendre la ciutadella, i la flota invasora fou destruïda per un temporal, i l'any següent participà en la defensa de Barcelona